# Antechinus swainsonii
Антехінус Свенсона (Antechinus swainsonii) — вид сумчастих, родини кволових. 

## Поширення
Ендемік східної і південно-східної Австралії. Підвид A. s. swainsonii населяє більшу частину о.Тасманія. Проживає на альпійських пустищах, як правило, в сирих районах з щільним низьким підліском папороті або кущів. Вид не присутній у вторинних або змінених середовищах. 

## Репродукція, морфологія
Самиці народжують від шести до десяти дитинчат. Вага: 37–178 грам. 

## Етимологія
Вид названо на честь Вільяма Джона Свенсона (англ. William John Swainson, 1789–1855), англійського натураліста й ілюстратора. 

## Загрози та охорона
В цілому, як видається, нема серйозних загроз для цього виду. Вид присутній в охоронних районах.